# Macbeth (film, 2004)
Macbeth är en norsk-svensk dramafilm från 2004 i regi av Bo Landin, Alex Scherpf. Filmen är baserad på William Shakespeares pjäs med samma namn och i rollerna ses bland andra Anitta Suikkari, Toivo Lukkari och Elisabeth H. Blind.
Filmen spelades in på ishotellet i Jukkasjärvi och premiärvisades den 10 december 2004.

## Rollista (urval)
- Anitta Suikkari – Lady Macbeth
- Toivo Lukkari – Macbeth
- Elisabeth H. Blind – första häxan
- Ebba Joks – andra häxan Lady Macbeth
- Irene Länsman – tredje häxan som Macduff
- Sven Henriksen – Macduff
- Nils Henrik Buljo – Banquo
- Beaska Niillas – Ross
- Per Henrik Bals – Duncan
- Mikkel Gaup – Malcolm
- Rolf Degerlund – första mördaren
- Alex Scherpf – andra mördaren